# Nykarleby
Nykarleby (fiń. Uusikaarlepyy) – gmina w Finlandii, położona w zachodniej części kraju, należąca do regionu Ostrobotnia.